# Roxbury (Kansas)
Roxbury es un lugar designado por el censo ubicado en el condado de McPherson  en el estado estadounidense de Kansas. En el año 2010 tenía una población de 104 habitantes.

## Geografía
Roxbury se encuentra ubicado en las coordenadas 38°33′3.71″N 97°25′38.89″O / 38.5510306, -97.4274694 (38.5510300 	-97.4274700).